# 홍진주
홍진주(洪珍珠, 1983년 2월 28일 ~ )은 대한민국의 프로 골퍼이다. 2003년 한국여자프로골프협회(KLPGA)에 입회하였다. 일본에서 사업하는 어머니의 권유로 골프를 시작하게 되었다. 2년간 국가대표 상비군으로 활약하였고, 2010년 12월 25일 10살 연상의 회사원 박준성과 결혼하였다.

## 경력
- 2011년 한국여자프로골프협회(KLPGA) 3대 홍보모델

## 수상
- 2003년 한국여자프로골프협회(KLPGA) 드림투어 4차전 2위
- 2005년 한국여자프로골프대상 베스트드레서
- 2006년 제11회 SK엔크린 솔룩스 인비테이셔널 우승, 미국여자프로골프협회(LPGA) 투어 코오롱-하나은행 챔피언십 우승
- 2010년 KLPGA 투어 우리투자증권 레이디스챔피언십 2위